# 大塚町 (栃木市)
大塚町（おおつかまち）は、栃木県栃木市の町名。郵便番号は328-0007。 
　

## 地理
栃木市の東部、国府地区の東部に位置し、東部を南北に流れる思川を境に下都賀郡壬生町と接する。
南部を東西に栃木県道2号宇都宮栃木線（惣社今井バイパス）が通過し、中部に東武鉄道野州大塚駅、西部にミツカン、タカ食品工業の工場が立地する。また、北部には栃木県農業試験場栃木分場及び栃木県農業試験場いちご研究所がある。
隣接する地名
- 東 - 下都賀郡壬生町壬生乙、柳原町、惣社町
- 西 - 都賀町平川
- 南 - 国府町
- 北 - 都賀町家中

河川
- 思川

## 歴史
沿革
- 1889年（明治22年）4月1日 - 町村制施行により、栃木県下都賀郡大塚村が惣社村、柳原新田、大光寺村、田村、寄居村、国府村と合併し国府村が成立、国府村大塚となる。
- 1957年（昭和32年）3月31日 - 国府村が栃木市に編入され、栃木市大塚町となる。

## 世帯数と人口
2017年（平成29年）8月31日現在の世帯数と人口は以下の通りである。
| 町丁   | 世帯数  | 人口    |
| ------ | ------- | ------- |
| 大塚町 | 747世帯 | 2,096人 |

## 施設
教育
- 栃木市立国府北小学校
- 栃木県県南高等看護専門学院

交通
- 野州大塚駅

工業
- 栃木ミツカン栃木工場
- ミツカンロジテック
  - 関東物流センター
  - 関東第三物流センター
- タカ食品工業関東支社

## 交通

### 鉄道
東武鉄道
■宇都宮線
- 野州大塚駅

### 道路
主要地方道
- 栃木県道2号宇都宮栃木線（惣社今井バイパス）

一般県道
- 栃木県道296号小山都賀線

その他
- 下都賀西部広域農道

## 小・中学校の学区
市立小・中学校に通う場合、学区は以下の通りとなる。
| 番地 | 小学校               | 中学校             |
| ---- | -------------------- | ------------------ |
| 全域 | 栃木市立国府北小学校 | 栃木市立東陽中学校 |